# Sint-Ursmaruskerk (Oetingen)

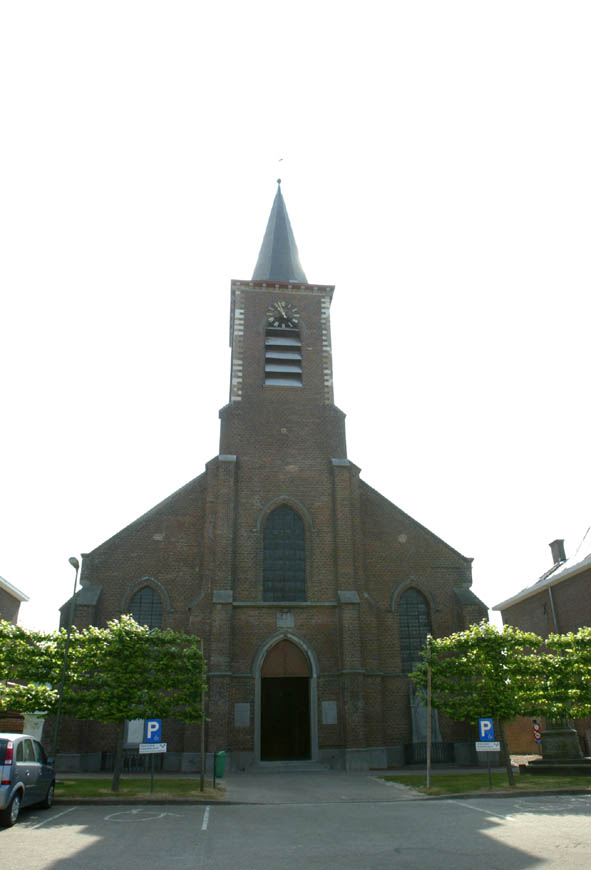
Sint-Ursmaruskerk

De Sint-Ursmaruskerk is een religieus gebouw in het Belgische dorp Oetingen. De kerk vindt zijn oorsprong in 1858 en is sinds 8 oktober 2021 officieel erkend als cultureel erfgoed. De kerk staat in het centrum van Oetingen en is de opvolger van de middeleeuwse parochiekerk die tot 1858 in de Oude Plaats stond, ten noordoosten van Oetingen. De kerk is vernoemd naar bisschop Ursmarus en is opgetrokken in een eenvoudige en uniforme neogotische stijl. Bij de constructie werd deels gebruikgemaakt van materiaal dat afkomstig was van de oude parochiekerk.

## Geschiedenis
De Sint-Ursmaruskerkis is in de jaren 1858-1859 opgetrokken in een eenvoudige en uniforme neogotische stijl. Bij de constructie werd deels gebruikgemaakt van materiaal dat afkomstig was van de oude parochiekerk van de Oude Plaats. Samen met de pastorie en het voormalige gemeentehuis, die in een neoclassicistische stijl zijn opgetrokken, vormt de bakstenen kerk met het aangrenzende kerkhof een architecturaal geheel dat de oostelijke zijde van het Kerkplein domineert.
De beslissing om de kerk te bouwen, en later te verplaatsen naar het huidige centrum, is het resultaat van een historische discussie in de Oetingse gemeenschap. Burgemeester J.B. Seghers en pastoor Egidius Puyenbroeck speelden een cruciale rol in deze verschuiving.

## Architectuur en interieur
Binnen het neogotische ontwerp is de spitsboog prominent aanwezig in het interieur. De gepleisterde muren zijn geschilderd in lichte bruine tinten voor het schip en blauw voor het koor. De zuilen die het gewicht van de kruisgewelven dragen, zijn versierd met kapitelen die bladeren van eiken en druivenranken laten zien. In de kerk zijn ook enkele beelden en schilderijen aanwezig, waarvan er een aantal uit de oude kerk afkomstig zijn.
De voornaamste bezienswaardigheden zijn:
- Sint-Ursmarusaltaar (zuidkoor), portiekvormig in classicerende Barok, gemarmerd hout, ca. 1700; met beeld van Sint-Ursmarus
- Maria-altaar, sober neobarok portiekaltaar met Madonnabeeld
- Preekstoel, sober rococo-hotsnijwerk, 18de eeuw
- Twee biechtstoelen, laat-barok en rococo, 18de eeuw
- Laat-gotische, arduinen doopvont (ca. 1500); koperen deksel (ca. 1700)
- Loret-orgel, beschermd monument vanaf 11 september 1979
- Ornamieke en monumentale, neogotische kruiswegtaties
- H. Anna met maagd Maria, laatgotisch beeld in gepolychromeerd hout, ca. 1500
- Sint-Ursmarus, 16de-eeuws beeld in een houten neogotische nis (19de eeuw), klassieke voorstelling van de patroonheilige met staf en mijter als attributen
- Aanbidding der Herders, schilderij, Antwerpse School, 17de eeuw
- Opdracht in den Tempel, schilderij 1866
- H. Ursmarus excoriseert een kloosterzuster', schilderij, 1860

Rondom de kerk staan diverse grafstenen van oud-pastoors, oud-burgemeester J.B. Seghers, en adellijke leden uit de families Kervyn en Collins. 
De Sint-Ursmaruskerk staat geklasseerd als vastgesteld bouwkundig erfgoed sinds 2009 en geniet eveneens de aanduiding als beschermd monument sinds 1979.
- Inventaris van het Bouwkundig Erfgoed (Vlaanderen): 39203